# Pedro Fernando da Costa Vasconcelos
Pedro Fernando da Costa Vasconcelos (Monte Alegre, 16 de abril de 1957) é um virologista, pesquisador e professor universitário brasileiro.
Comendador da Ordem Nacional do Mérito Científico e membro titular da Academia Brasileira de Ciências na área de Ciências Biomédicas, Pedro é pesquisador na área de virologia do Instituto Evandro Chagas (IEC), em Ananindeua, do qual também foi seu diretor (2014-2019), e professor da Universidade do Estado do Pará.
Participou da descoberta de mais de 100 tipos de vírus, tendo papel de destaque na epidemia de febre zica em 2015–2016, onde seu grupo de pesquisa foi o primeiro a isolar o vírus zika, em 2015, do cérebro de um bebê com microcefalia, filho de uma mulher do Ceará infectada na gestação. Foi com base neste trabalho pioneiro que o Ministério da Saúde emitiu um comunicado estabelecendo uma associação entre a infecção por zika e a microcefalia.
Foi presidente da Sociedade Brasileira de Medicina Tropical no biênio 2019-2021.

## Biografia
Pedro nasceu na cidade de Monte Alegre, a 600 quilômetros de Belém. Quando entrou no curso de medicina da Universidade Federal do Pará, em 1977, Pedro queria ser cirurgião cardíaco. Ele desistiu da área ao assistir a uma cirurgia e concluir que não conseguiria fazer nada parecido. Em seu quarto ano de curso, começou um estágio em virologia no Instituto Evandro Chagas, órgão vinculado ao Ministério da Saúde e um dos mais importantes centros de estudos de doenças tropicais no país. Percebeu que era na virologia que se especializaria, começando por um curso na Universidade de São Paulo, em 1987.
Começou suas pesquisas com a virologista Amélia Paes de Andrade Travassos da Rosa (1937-2017), que seria sua supervisora de pós-doutorado 20 anos depois, pela Divisão Médica da Universidade do Texas. Em 1983, Pedro ingressou como pesquisador no IEC, onde ajudou a diagnosticar os primeiros casos de dengue no Brasil, ocorridos em Boa Vista, e se especializou no estudo dos arbovírus, os vírus transmitidos por insetos, como os da febre amarela e da febre zika.
Em 1999 defendeu seu doutorado pela Universidade Federal da Bahia e em 2002 e 2003 realizou estágio de pós-doutorado no Texas. É professor adjunto de patologia geral da Universidade do Estado do Pará e atua nas áreas de microbiologia, medicina tropical e patologia, com ênfase em virologia, desenvolvendo pesquisas especialmente em dengue, febre amarela, zika, chikungunya, hantavírus e raiva. Trabalha também com epidemiologia, biologia molecular de vírus, patogenia, descrição e caracterização de novos arbovírus e neurociências, principalmente neuroinfecções causadas por arbovírus.

## Vida pessoal
É casado com Helena Baldez, com quem tem três filhos: Pedro, procurador autárquico do estado; Beatriz, fisioterapeuta; e Barbara, médica.